# Liste der Baudenkmäler im Wuppertaler Stadtbezirk Heckinghausen
Die Liste der Baudenkmäler im Wuppertaler Stadtbezirk Heckinghausen enthält die denkmalgeschützten Bauwerke auf dem Gebiet des Stadtbezirks Wuppertal-Heckinghausen in Nordrhein-Westfalen (Stand: November 2011). Diese Baudenkmäler sind in der Denkmalliste der Stadt Wuppertal eingetragen; Grundlage für die Aufnahme ist das Denkmalschutzgesetz Nordrhein-Westfalen (DSchG NRW).

Der Stadtbezirk ist gegliedert in die Wohnquartiere: Heckinghausen, Heidt und Hammesberg.

## Baudenkmäler im Wuppertaler Stadtbezirk Heckinghausen

### Heckinghausen
siehe Liste der Baudenkmäler im Wuppertaler Wohnquartier Heckinghausen

### Heidt
siehe Liste der Baudenkmäler im Wuppertaler Wohnquartier Heidt

### Hammesberg
siehe Liste der Baudenkmäler im Wuppertaler Wohnquartier Hammesberg